# Nikolai Iwanowitsch Kralin

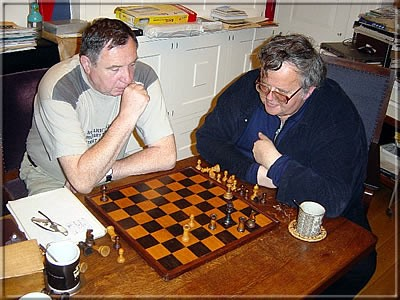
Nikolai Kralin und Yochanan Afek

Nikolai Iwanowitsch Kralin (russisch Николай Иванович Кралин; * 26. Dezember oder 17. Dezember 1944 in Moskau) ist ein russischer Schachkomponist.

## Beruf
Von Beruf ist Kralin Elektroingenieur. Seit Jahren arbeitet er jedoch an der Staatlichen Öffentlichen Wissenschaftlich-technischen Bibliothek Russlands in Moskau. Er ist dort an einem speziellen Projekt federführend beteiligt, das Schachinformationen in Form eines sogen. Kabinetts bereitstellt. Unter Kabinett wird dabei eine Zusammenstellung einer Vielzahl von Informationen zu einem bestimmten Sachgebiet verstanden.

## Schachkomposition
Bekannt wurde Kralin durch seine Studien. Gelegentlich komponierte er auch Schachaufgaben. Er publiziert seit 1961. 1983 wurde ihm der Titel Meister des Sports der UdSSR verliehen. 2005 wurde er Großmeister für Schachkomposition.
Kralin nahm an zahlreichen nationalen und internationalen Meisterschaften teil. So wurde er 1983–1984 Meister von Moskau in der Studienabteilung. Bei der ersten Weltmeisterschaft erhielt er in derselben Abteilung die Silbermedaille.
In seinen Studien strebt Kralin einen vollwertigen Kampf beider Seiten und pointiertes Spiel an.
|   | a | b | c | d | e | f | g | h |   |
| 8 |   |   |   |   |   |   |   |   | 8 |
| 7 |   |   |   |   |   |   |   |   | 7 |
| 6 |   |   |   |   |   |   |   |   | 6 |
| 5 |   |   |   |   |   |   |   |   | 5 |
| 4 |   |   |   |   |   |   |   |   | 4 |
| 3 |   |   |   |   |   |   |   |   | 3 |
| 2 |   |   |   |   |   |   |   |   | 2 |
| 1 |   |   |   |   |   |   |   |   | 1 |
|   | a | b | c | d | e | f | g | h |   |

Lösung:

1. a7! Kxa7 Weiß besitzt nur eine Chance auf Rettung im Spiel auf Patt.

2. g4! b1S! Nach 2. … b1D? 3. h4 ist Patt unvermeidlich.

3. h3!! Nach 3. h4? Sc3 befindet sich Weiß in Zugzwang und verliert: 4. dxc3 d2 5. c4 d1D 6. c5 Dd4 7. exd4 e3 8. d5 e2 9. d6 e1S! 10. d7 Sd3 11. d8D Sf4 matt Sc3

4. h4 Nun aber ist Schwarz im Zugzwang und muss, um das Patt nicht zuzulassen, mit dem König ziehen. Wie sich zeigen wird, steht der nun recht unglücklich. Kb7 noch am besten. Nach 4. … Ka6 5. dxc3 d2 6. c4 d1D 7. c5 Dd4 8. exd4 e3 9. d5 e2 10. dxc6 rettet Weiß das Schach auf c8.

5. dxc3 d2

6. c4 d1D

7. c5 Dd4

8. exd4 e3

9. d5 e2

10. d6 e1S!

11. d7 Sd3

12. d8S+! Dieses Schach rettet die Partie. Ka6

13. Se6 Sf4+

14. Sxf4 exf4 und dennoch patt